# Alyxia concatenata
Alyxia concatenata là một loài thực vật có hoa trong họ La bố ma. Loài này được (Blanco) Merr. mô tả khoa học đầu tiên năm 1918.